# Jeannette Polak-Kiek

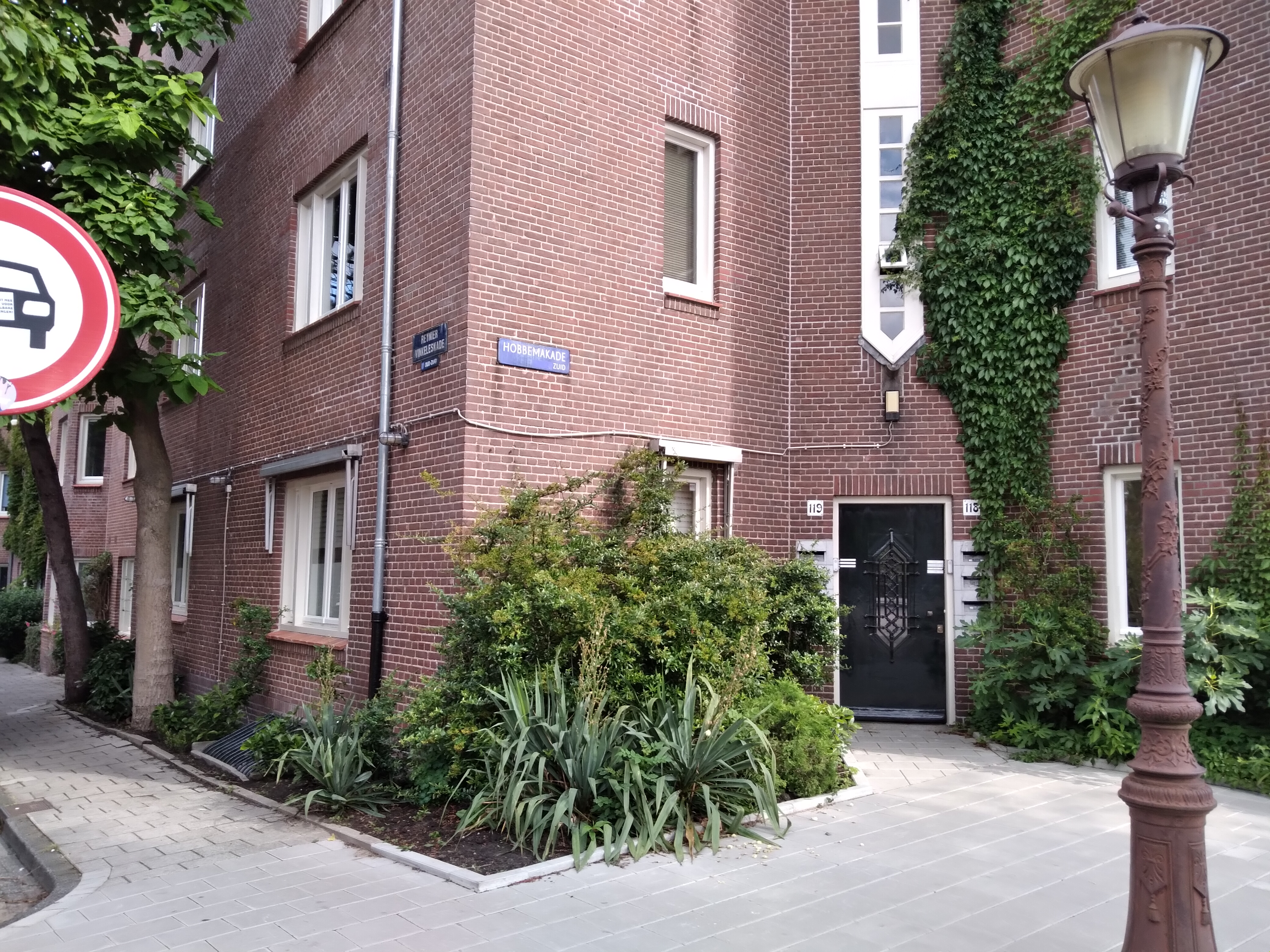
Hobbemakade 119, Amsterdam (augustus 2021)

Jeannette Polak-Kiek (Amsterdam, 20 februari 1880 - aldaar, 27 september 1963) was een Nederlands onderwijzeres, uitgegroeid tot een boegbeeld binnen de voorlichting over gezinsbudgettering.  

## Familie
Ze was dochter van horlogemaker Hijman Kiek en Rebecca Bessie. Zelf trouwde ze op 1 juni 1904 met Alexander Abraham Polak, violist en later concertmeester van het Concertgebouworkest. Het echtpaar had vijf kinderen waarvan zoon Frederik Lodewijk (Fred Polak, 1907-1985), bekend als pionier op het gebied van de futurologie, trouwde met dichteres Louise Moor. Dochter Nora Jeannette (1915-1943), kostuumontwerpster,  werd omgebracht in Sobibór. Zoon Rudolf Jan (1916-2003) werd advocaat en procureur en was van 1953 tot 1959 als privaatdocent aan de Gemeente Universiteit. Zoon Paul Jacob (1922-2000) was topambtenaar bij het Ministerie van Buitenlandse Zaken. Een ander familielid Robert Kiek was oorlogscorrespondent tijdens de Tweede Wereldoorlog.
Het echtpaar woonde de laatste jaren van hun leven aan de Hobbemakade 119 in Amsterdam. Ze werd naast haar man begraven op Zorgvlied.

## Werkzaamheden
Haar opleiding bestond uit een afgebroken studie kunstgeschiedenis, gevolgd door een studie wis- en natuurkunde aan de Gemeente Universiteit Amsterdam, waarvan onbekend is of ze die voltooide. Al eerder begon ze na het behalen van haar onderwijzersakte (rond 1900) met lesgeven. Ze gaf voornamelijk les aan nijverheidsscholen en huishoudscholen en zat in examencommissies voor dat schooltype. Rond 1914 begon ze op initiatief van een schooldirectrice van een huishoudschool voor meisjes met het ontwikkelen van een lesprogramma richting administratie en boekhouden. Dit had te maken met de crisis rond de Eerste Wereldoorlog, waarbij gezinnen moeilijk rondkwamen door oplopende prijzen vanwege goederenschaarste. In 1939 werd stilgestaan bij de start van dat onderwijs bij het 25-jarige jubileum van dat onderwijs.

In 1927 stelde ze zich verkiesbaar als kandidaat verkiesbaar voor de gemeenteraad in Amsterdam voor de Vrijzinnig-Democratische Bond. Daarbij hield ze regelmatig lezingen in het land om vrouwen te ondersteunen bij hun kiesrecht.
Wat de vrouw kan en moet doen om bij de a.s. verkiezingen de vrouwenbelangen, dus uwe belangen en die van uw huisgezin te dienen
 Ook gaf ze wel lezingen aan de Vereniging van Staatsburgeressen. Ze was rond 1930 betrokken bij de oprichting van de "Eerste Nederlandse Koöperatieve Ziekteverzekering voor Huisvrouwen", waarvan ze langdurig bestuurslid (penningmeesteres) was. Deze verzekering zonder winstoogmerk stelde huisvrouwen in staat om bij ziekte een vervanging te bekostigen. Ze bleef lesgeven en lezingen houden voor onder meer de Nederlandse Vereniging van Huisvrouwen. De nadruk lag voornamelijk bij de gezinsbudgettering. Dit bracht haar in 1937 tot de instelling van een budgetbureau in De Bijenkorf vestiging Amsterdam. Ze begeleidde daarbij jonge echtparen bij de keus voor een financieel verantwoord leven. Onderdeel daarvan was ook het maken van een gezinsbudgettering, waarbij ze ervan uitging dat het maken van schulden uit den boze was. Het Bijenkorf budgetbureau (BBB) kreeg in de daaropvolgende jaren navolging in de filialen Rotterdam en Den Haag.
In de jaren vijftig was ze medewerkster voor het damesblad Libelle op het gebied van gezinsbudgettering. Dit deed ze in een tijd dat het kopen van producten met geleend geld (bankleningen etc.) in opkomst was. Ook mengde ze zich (in een vroeg stadium) in de discussie over gezonde voeding tegenover ziekte, met name aderverkalking. Ze was lid van de Bond van leerkrachten bij het Nijverheidsonderwijs voor meisjes en penningmeesteres van het Neutraal Vrouwencomité voor de Vluchtelingen die onderdak bood aan vluchtelingen aan de Rechtboomsloot. In 1935 volgde ze Rosa Manus op als voorzitster van de Nederlandsche Vereeniging voor Vrouwenbelangen afdeling Amsterdam.    
Voor haar werkzaamheden binnen de sectoren "Onderwijs, Kunsten en Wetenschap" werd ze benoemd tot ridder in de Orde van Oranje-Nassau. Meegeteld heeft dat ze ook lezingen hield voor de VARA-radio, opnieuw over gezinsbudgetten.

## Publicaties
- 1933: Ik moet uitkomen uitgegeven door De Spieghel, het boek beleefde meerdere herdrukken.
- 1934: Gezond verstand bij de besteding van het inkomen, dat ze samen had geschreven met Martine Wittop Koning, dat werd uitgegeven door Nijgh & Van Ditmar.
- 1951: Het gezinsbudget, brochure voor het Ministerie van Sociale Zaken commissie Doelmatige inkomstenbesteding.
- 1962: Eet goed-blijf vitaal; samen met een diëtiste verzorgde ze de vertaling van Kost och åderförkalkning van de arts en hoogleraar aan de Universiteit van Göteborg Lars Svennenholm (1925-2001) en gestoken in een kaft van kunstenaar Rein van Looy.[11]